# Tscherwonokostjantyniwka
Tscherwonokostjantyniwka (ukrainisch Червонокостянтинівка; russisch Червоноконстантиновка Tscherwonokonstantinowka) ist ein Dorf im Zentrum der Ukraine im Osten der Oblast Kirowohrad mit etwa 670 Einwohnern (1. April 2013).

## Geographie
Das Dorf liegt an der Territorialstraße T 1215 im Rajon Oleksandrija 15 km südwestlich des ehemaligen Rajonzentrum Petrowe und 62 km nördlich des Stadtzentrums vom Krywyj Rih.
Am 12. Juni 2020 wurde das Dorf ein Teil der neugegründeten Siedlungsgemeinde Petrowe, bis dahin bildete es zusammen mit den Dörfern Baschtyne (ukrainisch Баштине), Krasnopillja (ukrainisch Краснопілля), Lelekiwka (ukrainisch Лелеківка) und Nowopetriwka (ukrainisch Новопетрівка) die gleichnamige Landratsgemeinde Tscherwonokostjantyniwka (Червонокостянтинівська сільська рада/Tscherwonokostjantyniwska silska rada) im Südwesten des Rajons Petrowe.
Am 17. Juli 2020 kam es im Zuge einer großen Rajonsreform zum Anschluss des Rajonsgebietes an den Rajon Oleksandrija.